# آدم‌گریز خال‌دار
آدم‌گریز خال‌دار (نام علمی: Pipilo maculatus) نام یک گونه از سرده آدم‌گریز است.